# Джон Геррон
Джон Геррон (англ. John Harron; 31 березня 1903 — 24 листопада 1939) — американський актором кіно.

## Життєпис
Народився в Нью-Йорку, Нью-Йорк, був братом актора Роберта Джон Геррона та акторки Мері Джон Геррон.
Знімався у 167 фільмах між 1918 та 1940 роками.
Джон Геррон помер у Сіетлі, штат Вашингтон, від спінального менінгіту.

## Вибіркова фільмографія
- 1921 — З чорного ходу / Through the Back Door) — Біллі Бой
- 1931 — Найпростіший спосіб / The Easiest Way
- 1932 — Білий зомбі / White Zombie — Нел Паркер, наречений Меделін